# Бекетовский
Бекетовский — посёлок в Горшеченском районе Курской области России. Входит в состав Солдатского сельсовета.

## География
Посёлок находится в восточной части Курской области, в лесостепной зоне, в пределах юго-западной части Среднерусской возвышенности, на правом берегу реки Герасим, на расстоянии примерно 12 километров (по прямой) к юго-западу от посёлка городского типа Горшечное, административного центра района. Абсолютная высота — 163 метра над уровнем моря.
Часовой пояс
Посёлок Бекетовский, как и вся Курская область, находится в часовой зоне МСК (московское время). Смещение применяемого времени относительно UTC составляет +3:00.

## Население
| 2002 | 2010 |
| ---- | ---- |
| 195  | ↘150 |

Гендерный состав
По данным Всероссийской переписи населения 2010 года в гендерной структуре населения мужчины составляли 44 %, женщины — соответственно 56 %.
Национальный состав
Согласно результатам переписи 2002 года, в национальной структуре населения русские составляли 97 % из 195 чел.

## Улицы
Уличная сеть посёлка состоит из одной улицы и одного переулка.